# Abengourou (departement)
Abengourou är ett departement i Elfenbenskusten. Det ligger i regionen Indénié-Djuablin, i den sydöstra delen av landet, 210 km öster om huvudstaden Yamoussoukro.